# Викрадач веселки
Викрадач веселки (англ. The Rainbow Thief) — британський фентезійний фільм 1990 року.

## Сюжет
Дрібний злодюжка, сподіваючись знайти горщик із золотом там, де закінчується веселка, намагається увійти в довіру до спадкоємця величезного стану. Однак, старий мільйонер виявляється хитріший за всіх, залишивши все своє майно песикам і господині борделя.

## У ролях
| Актор            | Роль                      |
| ---------------- | ------------------------- |
| Пітер О'Тул      | принц Мелагре             |
| Омар Шаріф       | Діма                      |
| Крістофер Лі     | дядько Рудольф            |
| Франческо Романо | Маркус                    |
| Джуд Олдерсон    | Гортензія                 |
| Бриджитт Барклай | дівчина Веселка           |
| Девід Бойс       | Клоун                     |
| Джейн Чаплін     | леді Джейн                |
| Брайан Конвей    | помічник швидкої допомоги |
| Керолін Кортез   | дівчина Веселка           |

| Актор              | Роль            |
| ------------------ | --------------- |
| Пітер Денніс       | Вінтер          |
| Джоанна Діккенс    | Амброзія        |
| Берта Домінгес Д.  | Тайгер Лілі     |
| Едвард Донован     | Рольф           |
| Лінзі Дрю          | мадам Веселка   |
| Іен Дьюрі          | Бармен          |
| Деббі Феррарі      | дівчина Веселка |
| Аманда Джейн Форбс | дівчина Веселка |
| Рейчел Гарлі       | дівчина Веселка |
| Кріс Грінер        | Цезар, цілитель |